# Список эпизодов телесериала «Звёздный путь: Следующее поколение»
Здесь приводится полный список серий научно-фантастического сериала «Звёздный путь: Следующее поколение», являющегося частью фантастической саги «Звёздный путь», и повествующего о приключениях космического корабля «Энтерпрайз NCC-1701-D». В общей сложности было показано 178 серий в 7 сезонах. Если не считать первого и последнего двухсерийных эпизодов, указанных как две полнометражные серии, то общее их количество составит 176.
«Звёздный путь: Следующее поколение» открыл показ 28 сентября 1987 серией «Встреча в дальней точке» и закончился семь лет спустя, 23 мая 1994, финальной серией сезона «Все блага мира».

## Обзор сезонов
| Сезон | Серии | Серии | Даты показа      | Даты показа     |
| Сезон | Серии | Серии | Первая серия     | Последняя серия |
| ----- | ----- | ----- | ---------------- | --------------- |
| 1     | 26    | 26    | 28 сентября 1987 | 16 мая 1988     |
| 2     | 22    | 22    | 21 ноября 1988   | 17 июля 1989    |
| 3     | 26    | 26    | 25 сентября 1989 | 18 июня 1990    |
| 4     | 26    | 26    | 24 сентября 1990 | 17 июня 1991    |
| 5     | 26    | 26    | 23 сентября 1991 | 15 июня 1992    |
| 6     | 26    | 26    | 21 сентября 1992 | 21 июня 1993    |
| 7     | 26    | 26    | 20 сентября 1993 | 23 мая 1994     |

## Эпизоды

### Сезон 1 (1987—1988)
| № общий | № в сезоне | Название                                                 |          | Режиссёр        | Автор сценария                                         | Дата премьеры    |
| --- | ---------- | -------------------------------------------------------- | -------- | --------------- | ------------------------------------------------------ | ---------------- |
| 12 | 0102       | «Встреча в дальней точке» «Encounter at Farpoint»        | 41153.7  | Кори Аллен      | Джин Родденберри, Д. К. Фонтана                        | 28 сентября 1987 |
| Новый звездолёт Энтерпрайз NCC-1701-D, покидает доки. Его первая миссия — раскрыть тайны передового космопорта на поверхности ранее малоразвитой планеты. Но его планам мешает таинственная высокоразвитая цивилизация Q. |            |                                                          |          |                 |                                                        |                  |
| 3 | 03         | «Голая действительность» «The Naked Now»                 | 41209.2  | Пол Лунч        | Д. К. Фонтана, Джон Д. Ф. Блэк                         | 5 октября 1987   |
| Команду поражает таинственный вирус, заставляющий неадекватно реагировать на всё происходящее. Не исключением становится даже Дейта. (Переделанная версия серии «Время обнажиться» из «Оригинального сериала»). |            |                                                          |          |                 |                                                        |                  |
| 4 | 04         | «Кодекс чести» «Code Of Honor»                           | 41235.25 | Расс Майберри   | Майкл Барон, Кэтрин Мишелин Пауэр                      | 12 октября 1987  |
| Таша Яр похищена лидером народа, свято чтущего кодекс чести и жестоко карающего отступление от него. |            |                                                          |          |                 |                                                        |                  |
| 5 | 05         | «Последний форпост» «The Last Outpost»                   | 41194.6  | Ричард Колла    | Герберт Врайт, Ричард Кземьен                          | 12 октября 1987  |
| Неизвестная сила останавливает Энтерпрайз NCC-1701-D и корабль Ференги как раз перед самым началом боя. |            |                                                          |          |                 |                                                        |                  |
| 6 | 06         | «Где никто не был прежде» «Where No One Has Gone Before» | 41263.1  | Роб Боумен      | Майкл Ривз, Диана Дуэйн                                | 26 октября 1987  |
| В результате присутствия на борту «скитальца» (особой формы инопланетной жизни), Энтерпрайз, на котором проводится усовершенствование варп-двигателей, попадает за 3 миллиона световых лет, в галактику M33. |            |                                                          |          |                 |                                                        |                  |
| 7 | 07         | «Чужой среди своих» «Lonely Among Us»                    | 41249.3  | Клифф Бол       | Майкл Халперин, Д. К. Фонтана                          | 2 ноября 1987    |
| Разумы Пикара, Ворфа и Беверли Крашер находятся под контролем инопланетного разума. |            |                                                          |          |                 |                                                        |                  |
| 8 | 08         | «Справедливость» «Justice»                               | 41255.6  | Джеймс Л.Конвей | Ворли Торн, Ральф Уиллс                                | 9 ноября 1987    |
| Уэсли Крашер, случайно повредив цветы на планете с цивилизацией, имеющей очень странную правовую систему, рискует быть казнённым. |            |                                                          |          |                 |                                                        |                  |
| 9 | 09         | «Битва» «The Battle»                                     | 41723.9  | Роб Боумен      | Ларри Форестер, Герберт Врайт                          | 16 ноября 1987   |
| Жан-Люк Пикар удивлён тем фактом, что ференги вернули ему его старый корабль «Старгейзер», но это оказывается хитроумной западнёй. |            |                                                          |          |                 |                                                        |                  |
| 10 | 10         | «Прятки с Кью» «Hide and Q»                              | 41590.5  | Клиф Бол        | С.Дж. Холланд, Джин Родденберри                        | 23 ноября 1987   |
| Кью возвращается, для того чтобы пригласить коммандера Райкера вступить в Q-континуум. |            |                                                          |          |                 |                                                        |                  |
| 11 | 11         | «Убежище» «Haven»                                        | 41294.5  | Ричард Комптон  | Трейси Торм, Лан О’Кун                                 | 30 ноября 1987   |
| Диану Трой посещает Луаксана Трой, её мать. Визит носит характер подготовки к свадьбе. |            |                                                          |          |                 |                                                        |                  |
| 12 | 12         | «Большой гуд-бай» «The Big Goodbye»                      | 41997.7  | Джозеф Сканлан  | Трейси Торм                                            | 11 января 1988   |
| Перед важной дипломатической миссией Жан-Люк Пикар решает расслабиться на голопалубе в 1941 году в роли частного детектива Диксона Хилла. С собой он берет Беверли Крашер и Дейту. Сбой в работе голопалубы ставит капитана и его спутников на грань гибели от рук иллюзорных гангстеров. |            |                                                          |          |                 |                                                        |                  |
| 13 | 13         | «Знания» «Datalore»                                      | 41242.4  | Роб Боумен      | Роберт Левис, Марч Харлай, Джин Родденберри            | 18 января 1988   |
| Для разъяснения прошлого Дейты «Энтерпрайз D» направляется в систему Тета Омикрон. Команда Энтерпрайза находит и приводит в рабочее состояние Лора — старшего «брата» Дейты. Лор оказывается коварным злодеем, он вызывает странную кристаллическую сущность, которая когда-то убила колонистов в системе Тета Омикрон, а теперь грозящую погибелью команде Энтерпрайза.                                                                |            |                                                          |          |                 |                                                        |                  |
| 14 | 14         | «Ангел-1» «Angel One»                                    | 41636.9  | Майкл Рэй Родес | Патрик Барри                                           | 25 января 1988   |
| Энтерпрайз посещает планету «Ангел-1», на поверхности которой царит матриархат, для поиска давно пропавших без вести членов экипажа грузового судна «Один», которые могли добраться до этой планеты на спасательных капсулах. Правительница планеты не прочь избавиться от экипажа «Одина», развернувшего борьбу за права мужчин на планете и не желающего покидать «Ангел-1». Ситуацию осложняет эпидемия, вспыхнувшая на Энтерпрайзе. |            |                                                          |          |                 |                                                        |                  |
| 15 | 15         | «11001001» «11001001»                                    | 41365.9  | Пол Линч        | Робрет Левин, Марч Харлай                              | 1 февраля 1988   |
| Энтерпрайз прибыл на звёздную базу для прохождения техосмотра. Модернизация компьютера Энтерпрайза поручена представителям народа бинаров. Они похищают и перенаправляют Энтерпрайз к своему родному миру. Из-за взрыва сверхновой главный компьютер, управляющий всей жизнью на планете, выключился, и для его перезапуска понадобился компьютер Энтерпрайза.                                                                          |            |                                                          |          |                 |                                                        |                  |
| 16 | 16         | «Слишком короткий сезон» «Too Short a Season»            | 41309.5  | Роб Боумен      | Майкл Майкелиан, Д. К. Фонтана                         | 8 февраля 1988   |
| Энтерпрайз с престарелым адмиралом Звёздного флота, Марком Джеймсоном, направляется к планете Мордон-4 для спасения заложников, по просьбе правителя планеты Карноса. Адмирал — поначалу старый — по пути таинственным образом молодеет. Он принимает опасное средство омоложения с планеты Цербер-2, чтобы свести старые счеты с Карносом.                                                                                             |            |                                                          |          |                 |                                                        |                  |
| 17 | 17         | «Когда ветвь ломается» «When The Bough Breaks»           | 41509.1  | Ким Маннерс     | Ханнан Льюис Шейрер                                    | 15 февраля 1988  |
| Энтерпрайз находит скрытую планету Алдея. Здесь обитает высокоразвитая, но обречённая на вымирание ввиду тотальной бесплодности цивилизация. Жители Алдеи похищают часть детей с Энтерпрайза D. |            |                                                          |          |                 |                                                        |                  |
| 18 | 18         | «Дым отечества» «Home Soil»                              | 41463.9  | Кори Аллен      | Роберт Сабарофф, Ральф Санчес, Карл Геурс              | 22 февраля 1988  |
| Команда Энтерпрайза прибыла на планету Велара-3, на которой проводится терраформинг, один из «планетарных инженеров» погибает. И, как выясняет команда Энтерпрайза, в этом деле замешана необычная неорганическая форма жизни на основе кремния. Никто не предполагал, что планета обитаема. Несколько живых кристаллов, доставленных на Энтерпрайз, размножившись, представляют серьезную угрозу для корабля.                          |            |                                                          |          |                 |                                                        |                  |
| 19 | 19         | «Выросший» «Coming Of Age»                               | 41461.2  | Майк Виджер     | Сэнди Фрис                                             | 14 марта 1988    |
| В то время, как Уэсли Крашер совершает попытку поступления в академию Звёздного флота, экипаж «Энтерпрайза» вовлечён в расследование, устроенное адмиралом Грегори Квином, цели которого неясны. Этим расследованием помощник адмирала, командор Ремик, досаждает всему экипажу. Выясняется, что адмирал хотел проверить Пикара, прежде чем предложить ему возглавить академию звёздного флота. Пикар отклоняет предложение.            |            |                                                          |          |                 |                                                        |                  |
| 20 | 20         | «Сердце славы» «Heart of Glory»                          | 41503.7  | Роб Боумен      | Мардж Херли, Д. К. Фонтана, Герберт Врайт              | 21 марта 1988    |
| Энтерпрайз засекает следы битвы и находит сильно повреждённый транспортный корабль. На его борту три клингона, один из которых вскоре умирает от ран. Выясняется, что они преступники, их преследовал клингонский крейсер, который они уничтожили. Клингонские власти требуют их выдачи. Они пытаются упросить Ворфа помочь им похитить корабль.                                                                                        |            |                                                          |          |                 |                                                        |                  |
| 21 | 21         | «Арсенал свободы» «The Arsenal of Freedom»               | 41798.2  | Лес Ландау      | Хан Беймлер, Ричард Мэннинг, Роберт Левин, Мардж Херли | 11 апреля 1988   |
| Энтерпрайз прибывает к планете Минос для расследования пропажи крейсера Дрейк и пропажи всего населения планеты Минос. Миносцы были торговцами оружием. Высадившись на планету, десанту с Энтерпайза пришлось столкнуться с самым совершенным товаром миносцев — оружейным комплексом, уничтожившим своих продавцов и крейсер Дрейк. |            |                                                          |          |                 |                                                        |                  |
| 22 | 22         | «Симбиоз» «Symbiosis»                                    | н/д      | Лес Ландау      | Хан Беймлер, Ричард Мэннинг, Роберт Левин, Мардж Херли | 11 апреля 1988   |
| Энтерпрайз спасает экипаж небольшого грузового судна. Они — представители двух соседних планет Брека и Арнары. На Арнаре свирепствует неизлечимая болезнь. Сырье для лекарства, уменьшающего страдания, растет только на Бреке. Брекианцы долгие годы поставляли лекарство на Арнару, сделав производство лекарства единственной отраслью. Но лекарство на деле — вовсе не лекарство, а наркотик.                                       |            |                                                          |          |                 |                                                        |                  |
| 23 | 23         | «Обличье зла» «Skin Of Evil»                             | 41601.3  | Джозеф Сканлан  | Джозеф Стефано, Хенна Льюис Шеррер                     | 25 апреля 1988   |
| Шатл с Дианой Трой, возвращающейся с конференции, терпит бедствие и падает на планету Вагра-2. Ужасное смолоподобное создание, состоящее из чистого зла, вмешивается в спасательную операцию и держит Диану Трой в качестве заложника. |            |                                                          |          |                 |                                                        |                  |
| 24 | 24         | «Париж навсегда» «We'll Always Have Paris»               | 41697.9  | Роберт Бекер    | Хенна Льюис Шеррер, Дэбора Дин Дэвис                   | 2 мая 1988       |
| Жан Люк Пикар неожиданно встречает свою бывшую любовь во время расследования смертельных экспериментов со временем. |            |                                                          |          |                 |                                                        |                  |
| 25 | 25         | «Заговор» «Conspiracy»                                   | 41775.5  | Клифф Болл      | Роберт Сабарофф, Трейси Торм                           | 9 мая 1988       |
| Странное поведение высших чинов Звёздного флота вынуждает Жан Люка прояснить ситуацию. |            |                                                          |          |                 |                                                        |                  |
| 26 | 26         | «Нейтральная зона» «The Neutral Zone»                    | 41986.0  | Джеймс Л.Конвей | Дэбора МакИнтай, Мона Гле, Мардж Херли                 | 16 мая 1988      |
| Энтерпрайз направляется к месту уничтожения ромуланской заставы в Нейтральной зоне. По пути звездолёт подбирает корабль с криогенными капсулами, которые содержат в себе людей из 21 столетия. |            |                                                          |          |                 |                                                        |                  |

### Сезон 2 (1988—1989)
| № общий | № в сезоне | Название                                             |         | Режиссёр       | Автор сценария                                        | Дата премьеры   |
| --- | ---------- | ---------------------------------------------------- | ------- | -------------- | ----------------------------------------------------- | --------------- |
| 27 | 01         | «Дитя» «The Child»                                   | 42073.1 | Роб Боумен     | Марж Херли, Джон Повилл, Джарон Саммерс               | 21 ноября 1988  |
| Доктор Пуласки присоединяется к Энтерпрайзу, Ла Форж подготавливает Энтерпрайз для перевозки опасных образцов чумы, а Диана рожает таинственного ребенка. |            |                                                      |         |                |                                                       |                 |
| 28 | 02         | «Молчание в рассрочку» «Where Silence Has Lease»     | 42193.6 | Винрих Колб    | Джек Б. Совардс                                       | 28 ноября 1988  |
| Некая форма жизни проводит над командой Энтерпрайза ряд экспериментов, чтобы понять, что такое смерть. Оно собирается убивать всех членов экипажа одного за другим, причём разными способами. Капитан Пикар предпочитает мгновенную смерть мучительной, поэтому он переводит Энтерпрайз в режим самоуничтожения.                                                                       |            |                                                      |         |                |                                                       |                 |
| 29 | 03         | «Элементарно, дорогой Дейта» «Elementary, Dear Data» | 42286.3 | Роб Боумен     | Брайан Ален Лейн                                      | 5 декабря 1988  |
| Джорди Ла Форж серьёзно ошибся, запросив у компьютера голопалубы персонажа, способного бросить вызов Дейте, вместо Холмса, которого изображал Дейта. Получившийся профессор Мориарти, благодаря возросшим умственным способностям, получает доступ к корабельному компьютеру. |            |                                                      |         |                |                                                       |                 |
| 30 | 04         | «Этот возмутительный Окона» «The Outrageous Okona»   | 42402.7 | Роберт Бейкер  | Дэвид Лансберг, Лес Менчен, Ленс Диксон, Бартон Армус | 12 декабря 1988 |
| Энтерпрайз подбирает космического скитальца, рубаху-парня и дамского угодника. Его преследуют корабли двух противоборствующих планет. Тем временем Дейта учится юмору у виртуального юмориста на голодеке. |            |                                                      |         |                |                                                       |                 |
| 31 | 05         | «Громкий как шёпот» «Loud as a Whisper»              | 42477.2 | Ларри Шоу      | Жаклин Замбрано                                       | 9 января 1989   |
| Посланный нормализовать локальный конфликт на далекой планете, Энтерпрайз берет на борт посла Риву, известного специалиста по урегулированию таких «эксцессов». Посол оказывается абсолютно немым. Его верные помощники, «хор» — три человека, понимающие Риву с полуслова и озвучивающие его мысли. Во время переговоров «хор» гибнет. Риве приходится искать другие способы общения. |            |                                                      |         |                |                                                       |                 |
| 32 | 06         | «Шизофреник» «The Schizoid Man»                      | 42437.5 | Лес Ландау     | Трейси Торм, Ричард Мэннинг, Ханс Баймлер             | 23 января 1989  |
| Блестящий учёный доктор Ира Грейвз пытается бороться со смертью, загрузив свои личность и воспоминания в Дейту. Подверженный страстям, Грейвз в совершенном теле андроида не способен себя контролировать. К тому же, если он не покинет тело, личность Дейты будет утеряна навсегда.                                                                                                  |            |                                                      |         |                |                                                       |                 |
| 33 | 07         | «Неестественный отбор» «Unnatural Selection»         | 42494.8 | Пол Линч       | Майк Грей                                             | 30 января 1989  |
| Энтерпрайз получает сигнал бедствия с корабля «Лантри», на котором они обнаруживают, что вся команда умерла от старости. Эпидемия старости также охватила и базу Гагарин, занимающуюся генетическими исследованиями. Единственное, что волнует исследователей, — дети, плод генной инженерии.                                                                                          |            |                                                      |         |                |                                                       |                 |
| 34 | 08         | «Вопрос чести» «A Matter of Honor»                   | 42506.5 | Роб Боуман     | Бартон Армус, Ванда М.Хейгт, Грегори Амос             | 6 февраля 1989  |
| По программе обмена офицерами Уильям Райкер отправляется на клингонский корабль. Обшивку клингонского корабля проели неизвестные бактерии, в чем капитан клингонского корабля обвинил Энтерпрайз и жаждет мщения. Теперь перед Райкером тяжелый выбор: предать Энтерпрайз или своего нынешнего капитана.                                                                               |            |                                                      |         |                |                                                       |                 |
| 35 | 09         | «Критерий человека» «The Measure of a Man»           | 42523.7 | Роберт Шеррер  | Мелинда Снодграсс                                     | 6 февраля 1989  |
| Дейту хотят разобрать и изучить. Но при этом может быть утеряна его личность. Чтобы не допустить этого, Дейта, Райкер и капитан Пикар участвуют в судебном процессе, призванном определить, является ли Дейта полноправным гражданином Федерации. |            |                                                      |         |                |                                                       |                 |
| 36 | 10         | «Дофин» «The Dauphin»                                | 42568.8 | Роб Боуман     | Леонард Млодинов, Роб Рубенштайн                      | 20 февраля 1989 |
| Энтерпрайз посещает новая молодая мировая правительница со своей таинственной провожатой, а Уэсли Крашер влюбляется в неё. |            |                                                      |         |                |                                                       |                 |
| 37 | 11         | «Инфекция» «Contagion»                               | 42609.1 | Джозеф Сканлан | Стив Гербер, Бет Вудс                                 | 20 марта 1989   |
| Звездолёт Ямато погибает от неизвестного компьютерного сбоя, произошедшего во время исследования погибшей древней цивилизации. Такая же проблема возникает и на борту Энтерпрайза. Ла Форжу предстоит починить корабль, а капитану Пикару — прикоснуться к древним тайнам. |            |                                                      |         |                |                                                       |                 |
| 38 | 12         | «Отель „Рояль“» «The Royale»                         | 42625.4 | Клифф Бол      | Трейси Торм                                           | 27 марта 1989   |
| Райкер, Ворф и Дейта, исследуя структуру ледяного газового гиганта, находят реконструкцию казино из плохого земного романа. Чтобы выбраться оттуда, им приходится стать персонажами романа. |            |                                                      |         |                |                                                       |                 |
| 39 | 13         | «Время в квадрате» «Time Squared»                    | 42679.2 | Джозеф Сканлан | Марж Херли, Курт Майкл Бенсмиллер                     | 27 марта 1989   |
| Капитан Пикар встречает своего двойника, а Энтерпрайз D попадает во временную воронку. |            |                                                      |         |                |                                                       |                 |
| 40 | 14         | «Фактор Икара» «The Icarus Factor»                   | 42686.4 | Роберт Исков   | Дэвид Азаэль, Роберт Л.МакКуллогх                     | 24 апреля 1989  |
| Одинокий отец Райкера наносит ему визит, а Ворф готовится к важному обряду посвящения. |            |                                                      |         |                |                                                       |                 |
| 41 | 15         | «Друзья по переписке» «Pen Pals»                     | 42695.3 | Уинрих Колб    | Мелинда Снодграсс, Хеннан Луис Шерер                  | 1 мая 1989      |
| Дейта знакомится с девочкой с обреченной планеты, нарушая тем самым Первую директиву. |            |                                                      |         |                |                                                       |                 |
| 42 | 16         | «Кто такой Кью» «Q Who?»                             | 42761.3 | Роб Боумен     | Марж Херли                                            | 8 мая 1989      |
| Кью переносит Энтерпрайз за 7000 световых лет от Федерации, в другую часть галактики, где он встречает Борг. |            |                                                      |         |                |                                                       |                 |
| 43 | 17         | «Самаритянская ловушка» «Samaritan Snare»            | 42779.1 | Лес Ландау     | Роберт Л.МакКуллох                                    | 15 мая 1989     |
| Группа примитивных инопланетян похищают Джорди Ла Форжа для того, чтобы он починил их корабль. |            |                                                      |         |                |                                                       |                 |
| 44 | 18         | «По длинной лестнице» «Up the Long Ladder»           | 42823.2 | Винрих Колб    | Мелинда Снодграсс                                     | 22 мая 1989     |
| Старой земной колонии нужна помощь в обновлении генофонда. Капитан Пикар и доктор Кэтрин Пуласки — именно те, кто должен помочь этим отчаявшимся людям. |            |                                                      |         |                |                                                       |                 |
| 45 | 19         | «Охота на человека» «Manhunt»                        | 42859.2 | Роб Боумен     | Терри Деверакс                                        | 19 июня 1989    |
| Луаксана Трой, мать Дианы, срочно ищет нового мужа, и останавливает свой выбор на Пикаре. |            |                                                      |         |                |                                                       |                 |
| 46 | 20         | «Эмиссар» «The Emissary»                             | 42901.3 | Клифф Болл     | Томас Х.Колдер, Ханс Беймлер, Ричард Мэннинг          | 29 июня 1989    |
| Бывшая возлюбленная Ворфа посещает Энтерпрайз, чтобы помочь заключить мирное соглашение с клингонским кораблем. |            |                                                      |         |                |                                                       |                 |
| 47 | 21         | «Верх производительности» «Peak Performance»         | 42923.4 | Роберт Шеррер  | Дэвид Кемпер                                          | 10 июля 1989    |
| Энтерпрайзу нужно пройти тактические учения, а инопланетный руководитель этой операции, похоже, сумел вызвать у Дейты комплекс неполноценности. Некстати на место «сражения» нагрянули ференги. |            |                                                      |         |                |                                                       |                 |
| 48 | 22         | «Оттенки серого» «Shades of Gray»                    | 42976.1 | Роб Боумен     | Ханс Беймлер, Марж Херли                              | 17 июля 1989    |
| Инопланетное растение заразило Райкера каким-то вирусом, и теперь его жизни угрожает опасность. Единственный путь лечения лежит через муки воспоминаний прошлых событий на Энтерпрайзе. |            |                                                      |         |                |                                                       |                 |

### Сезон 3 (1989—1990)
| № общий | № в сезоне | Название                                                      |         | Режиссёр         | Автор сценария                                                                  | Дата премьеры    |
| --- | ---------- | ------------------------------------------------------------- | ------- | ---------------- | ------------------------------------------------------------------------------- | ---------------- |
| 49 | 01         | «Эволюция» «Evolution»                                        | 43125.8 | Уинрих Колб      | Майкл Л.Вагнер, Майкл Пиллер                                                    | 25 сентября 1989 |
| Из лаборатории Уэсли сбегает пара нанитов, которые ставят под угрозу проведение важного научного наблюдения. Капитан Пикар отказывается уничтожить их, так как они могут являться новой формой жизни. |            |                                                               |         |                  |                                                                                 |                  |
| 50 | 02         | «Наши командиры» «The Ensigns of Command»                     | 43133.3 | Клифф Бол        | Мелинда Снодграсс                                                               | 2 октября 1989   |
| Дейте поручено уговорить лидера колонии на не принадлежащей Федерации планете эвакуироваться, а Пикару необходимо найти способ протянуть время. |            |                                                               |         |                  |                                                                                 |                  |
| 51 | 03         | «Уцелевшие» «The Survivors»                                   | 43152.4 | Лес Ландау       | Майкл Л.Вагнер                                                                  | 9 октября 1989   |
| После нападения враждебного корабля на далёкую планету вся её поверхность была выжжена, за исключением одного дома, цветущего сада рядом и двух поселенцев. Пикар предлагает им улететь с пустой планеты, но они упорно отказываются. |            |                                                               |         |                  |                                                                                 |                  |
| 52 | 04         | «Кто наблюдает за наблюдателями?» «Who Watches the Watchers?» | 43173.5 | Роберт Веймер    | Ханс Беймлер, Ричард Мэннинг                                                    | 16 октября 1989  |
| На отдалённой федеративной станции наблюдения за примитивной вулканоподобной цивилизацией происходит авария и её голографический камуфляж на время пропадает. Местные жители начинают считать экипаж Энтерпрайза богами, и Пикару приходится взять их лидера на борт корабля, чтобы доказать обратное, иначе могут произойти непоправимые жертвы. |            |                                                               |         |                  |                                                                                 |                  |
| 53 | 05         | «Соединение» «The Bonding»                                    | 43198.7 | Винрих Колб      | Рональд Д. Мур                                                                  | 23 октября 1989  |
| Во время экспедиции на планету погибла офицер, мать одного мальчика. Загадочное создание навязчиво пытается восполнить потерю. |            |                                                               |         |                  |                                                                                 |                  |
| 54 | 06         | «Капкан» «Booby Trap»                                         | 43205.6 | Габриэль Беамонт | Майкл Л.Вагнер, Рон Роман, Майкл Пиллер, Ричард Данус                           | 30 октября 1989  |
| Энтерпрайз NCC-1701-D попал в ловушку, оставленную сотни лет назад одной расой во времена жестокой войны. |            |                                                               |         |                  |                                                                                 |                  |
| 55 | 07         | «Враг» «The Enemy»                                            | 43349.2 | Дэвид Карсон     | Дэвид Кэмпер, Майкл Пиллер                                                      | 6 ноября 1989    |
| Джорди Ла Форж оказался вместе с ромуланином отрезанным от Энтерпрайза на суровой планете. Двум врагам нужно найти способ объединить усилия, чтобы выбраться живыми. |            |                                                               |         |                  |                                                                                 |                  |
| 56 | 08         | «Цена» «The Price»                                            | 43385.6 | Роберт Ширер     | Ханна Луис Шерер                                                                | 13 ноября 1989   |
| На борту Энтерпрайза проходят торги по поводу первой стабильной червоточины. Диана Трой влюбляется в посла, представляющего одну из заинтересованных сторон. |            |                                                               |         |                  |                                                                                 |                  |
| 57 | 09         | «Фактор мести» «The Vengeance Factor»                         | 43421.9 | Тимоти Бонд      | Сэм Рольф                                                                       | 20 ноября 1989   |
| Уильяму Райкеру предстоит найти убийцу среди участников делегаций двух рас, ведущих мирные переговоры. |            |                                                               |         |                  |                                                                                 |                  |
| 58 | 10         | «Перебежчик» «The Defector»                                   | 43462.5 | Роберт Шеррер    | Рональд Д. Мур                                                                  | 1 января 1990    |
| Ради предотвращения войны ромуланский командующий пересекает границу и рассказывает Пикару о планах Империи. |            |                                                               |         |                  |                                                                                 |                  |
| 59 | 11         | «Охота» «The Hunted»                                          | 43489.2 | Клиф Бол         | Роберт Берхайм                                                                  | 8 января 1990    |
| Во время проведения переговоров по вступлению одной планеты в Федерацию из местной колонии для заключённых сбегает генетически «усовершенствованный» бывший солдат. |            |                                                               |         |                  |                                                                                 |                  |
| 60 | 12         | «Высокая земля» «The High Ground»                             | 43510.7 | Габриэль Беамонд | Мелинда Снодграсс                                                               | 29 января 1990   |
| Доктор Крашер похищена террористами, которые хотят, чтобы Федерация приняла участие в их борьбе. |            |                                                               |         |                  |                                                                                 |                  |
| 61 | 13         | «Опять Кью» «Déjà Q»                                          | 43539.1 | Лес Ландау       | Ричард Данус                                                                    | 5 февраля 1990   |
| Кью-континуум лишает Кью его возможностей и ссылает его на Энтерпрайз. |            |                                                               |         |                  |                                                                                 |                  |
| 62 | 14         | «В перспективе» «A Matter of Perspective»                     | 43610.4 | Клифф Бол        | Эд Зукерман                                                                     | 12 февраля 1990  |
| Уильям Райкер подозревается в убийстве. Следственная комиссия решает использовать голодек для реконструкции событий по показаниям свидетелей. |            |                                                               |         |                  |                                                                                 |                  |
| 63 | 15         | «Вчерашний Энтерпрайз» «Yesterday's Enterprise»               | 43625.2 | Дэвид Карсон     | Трент Кристофер Ганино, Эрик А.Стиллвелл, Айра Стивен Бер, Ричерд Меннинг и др. | 19 февраля 1990  |
| Встреча с предыдущим Энтерпрайзом (Энтерпрайз-C) приводит к сдвигу в реальности и возвращению умершей Таши Яр. |            |                                                               |         |                  |                                                                                 |                  |
| 64 | 16         | «Отпрыск» «The Offspring»                                     | 43657.0 | Джонатан Фрейкс  | Рене Эхевария                                                                   | 12 марта 1990    |
| Дейта конструирует андроида-ребёнка и называет её своей дочерью. |            |                                                               |         |                  |                                                                                 |                  |
| 65 | 17         | «Грехи отца» «Sins of the Father»                             | 43685.2 | Лес Ландау       | Дрю Дейган, Рональд Д. Мур, Рид Моран                                           | 19 марта 1990    |
| Ворф идет на суд, чтобы доказать невиновность своего отца, и что его отец не работает на ромуланцев. |            |                                                               |         |                  |                                                                                 |                  |
| 66 | 18         | «Верность» «Allegiance»                                       | 43714.1 | Винрих Колб      | Ричард Меннинг, Ханс Беймлер                                                    | 26 марта 1990    |
| Инопланетяне похитили Пикара и заменили его двойником. Вместе с Пикаром в плену находятся несколько представителей разных рас, похищенных аналогичным образом. |            |                                                               |         |                  |                                                                                 |                  |
| 67 | 19         | «Капитанский отпуск» «Captain's Holiday»                      | 43745.2 | Чип Чалмерс      | Айра Стивен Бер                                                                 | 2 апреля 1990    |
| Пикар хочет спокойно отдохнуть на берегу моря, а взамен оказывается втянутым в смертельное приключение вместе с женщиной — археологом и охотницей за сокровищами. |            |                                                               |         |                  |                                                                                 |                  |
| 68 | 20         | «Жестяной человек» «Tin Man»                                  | 43779.3 | Роберт Шеррер    | Дэвид Бишофф, Дэниз Бутман Бейли                                                | 23 апреля 1990   |
| Одарённый телепат, которого Диана Трой однажды лечила, поднимается на борт, чтобы установить первый контакт с неизвестным кораблём вблизи нестабильной звезды, прежде чем это сделают ромуланцы. |            |                                                               |         |                  |                                                                                 |                  |
| 69 | 21         | «Пустые хлопоты» «Hollow Pursuits»                            | 43807.4 | Клифф Бол        | Салли Кавес                                                                     | 30 апреля 1990   |
| Лейтенант Баркли обнаружил у себя опасную зависимость от голодека. |            |                                                               |         |                  |                                                                                 |                  |
| 70 | 22         | «Игрушки» «The Most Toys»                                     | 43872.2 | Тимоти Бонд      | Шари Голдхартц                                                                  | 7 мая 1990       |
| Страстный коллекционер диковинок намеревается заполучить Дейту в качестве самого ценного экспоната. |            |                                                               |         |                  |                                                                                 |                  |
| 71 | 23         | «Сарек» «Sarek»                                               | 43917.4 | Лес Ландау       | Марк Кусман, Джейк Джакобс, Питер С.Бигл                                        | 14 мая 1990      |
| Энтерпрайз принимает посла Сарека, но ухудшение его душевного здоровья вызывает непредвиденные проблемы. |            |                                                               |         |                  |                                                                                 |                  |
| 72 | 24         | «Хозяйка Трой» «Ménage à Troi»                                | 43930.7 | Роберт Легато    | Фрэд Бронсон, Сьюзан Сакетт                                                     | 28 мая 1990      |
| Ференги похищают Диану, её мать и Райкера. |            |                                                               |         |                  |                                                                                 |                  |
| 73 | 25         | «Метаморфозы» «Transfigurations»                              | 43957.2 | Том Бенко        | Рене Эчеваррия                                                                  | 4 июня 1990      |
| Энтерпрайз спасает гуманоида, который страдает от амнезии, но обладает удивительными целительными способностями. Экипаж собирается вернуть его на родную планету, но там объявляют его преступником и намереваются казнить. |            |                                                               |         |                  |                                                                                 |                  |
| 74 | 26         | «Лучший из двух миров 1» «The Best of Both Worlds 1»          | 43989.1 | Клиф Бол         | Майкл Пиллер                                                                    | 18 июня 1990     |
| Жан-Люк Пикар захвачен борг, которые начинают нашествие на Федерацию. |            |                                                               |         |                  |                                                                                 |                  |

### Сезон 4 (1990—1991)
| № общий | № в сезоне | Название                                             |         | Режиссёр         | Автор сценария                                                    | Дата премьеры    |
| --- | ---------- | ---------------------------------------------------- | ------- | ---------------- | ----------------------------------------------------------------- | ---------------- |
| 75 | 01         | «Лучший из двух миров 2» «The Best of Both Worlds 2» | 44001.4 | Клифф Бол        | Майкл Пиллер                                                      | 24 сентября 1990 |
| Пикар вызволен от борг, а Энтерпрайз спас Землю. |            |                                                      |         |                  |                                                                   |                  |
| 76 | 02         | «Семья» «Family»                                     | 44012.3 | Лес Ландау       | Рональд Д. Мур                                                    | 1 октября 1990   |
| Пикар отправляется во Францию посетить свою семью, а приёмные родители Ворфа посещают Энтерпрайз. |            |                                                      |         |                  |                                                                   |                  |
| 77 | 03         | «Братья» «Brothers»                                  | 44085.7 | Роб Боумен       | Рик Берман                                                        | 8 октября 1990   |
| Дейта узнаёт, что его создатель, Нуньен Сунг, и брат Лор всё ещё живы. |            |                                                      |         |                  |                                                                   |                  |
| 78 | 04         | «Внезапная человечность» «Suddenly Human»            | 44143.7 | Габриэль Беамонд | Ральф Филлипс, Джон Велплей, Джери Тейлор                         | 15 октября 1990  |
| На борту потерпевшего бедствие инопланетного корабля найден юноша-землянин. Жан-Люк Пикар собирается вернуть его на Землю, к родственникам. |            |                                                      |         |                  |                                                                   |                  |
| 79 | 05         | «Помни меня» «Remember Me»                           | 44161.2 | Клифф Бол        | Ли Шелдон                                                         | 22 октября 1990  |
| После неудачного эксперимента с варп-полем с Энтерпрайза начинают исчезать люди, но только доктор Крашер помнит, что они когда-либо существовали.                                                                                                 |            |                                                      |         |                  |                                                                   |                  |
| 80 | 06         | «Наследие» «Legacy»                                  | 44215.2 | Роберт Шеррер    | Джо Меноски                                                       | 29 октября 1990  |
| Двое исследователей совершили аварийную посадку на планете, где идёт партизанская война. Пикару поручено спасти их, а помогать ему вызвалась сестра Таши Яр.                                                                                      |            |                                                      |         |                  |                                                                   |                  |
| 81 | 07         | «Воссоединение» «Reunion»                            | 44246.3 | Джонатан Фрейкс  | Томас Перри, Джо Перри, Дью Дьюган, Бреннон Брага, Рональд Д. Мур | 5 ноября 1990    |
| Возвращается бывшая подруга Ворфа и вместе с Пикаром посредничает в клингонском споре о власти, а Ворф узнаёт о прибавлении в семье. |            |                                                      |         |                  |                                                                   |                  |
| 82 | 08         | «Несовершенное будущее» «Future Imperfect»           | 44286.5 | Лес Ландау       | Дж. Ларри Кэролл, Дэвид Каррен                                    | 12 ноября 1990   |
| Странным образом Райкер оказывается на 16 лет в будущем, а потом обнаруживает себя в плену у ромулан. |            |                                                      |         |                  |                                                                   |                  |
| 83 | 09         | «Последнее задание» «Final Mission»                  | 44307.3 | Кори Аллен       | Кейси Арнолд-Инс, Джерри Тейлор                                   | 19 ноября 1990   |
| Уэсли отправляется на своё последнее задание на Энтерпрайзе, но терпит крушение вместе с Пикаром на необитаемой планете. |            |                                                      |         |                  |                                                                   |                  |
| 84 | 10         | «Потеря» «The Loss»                                  | 44356.9 | Чип Чалмерс      | Хилари Дж. Бадер, Алан Дж. Адлер, Ванесса Грин                    | 31 декабря 1990  |
| Энтерпрайз попадает в рой неизвестных существ, а Диана теряет свои телепатические способности. |            |                                                      |         |                  |                                                                   |                  |
| 85 | 11         | «День Дейты» «Data's Day»                            | 44390.1 | Роберт Веймер    | Харольд Аптер, Рональд Д. Мур                                     | 7 января 1991    |
| Научный интерес побудил Дейту описать одному учёному свою жизнь на борту Энтерпрайза. О’Брайен готовится к свадьбе, а Пикару поручено доставить посла федерации Т’Пел на переговоры к ромуланам.                                                  |            |                                                      |         |                  |                                                                   |                  |
| 86 | 12         | «Травма» «The Wounded»                               | 44429.6 | Чип Чалмерс      | Сара Чарно, Чу Чермак, Стю Чарно, Джери Тейлор                    | 28 января 1991   |
| Мятежный капитан Звёздного флота подвергает риску мирный договор с кардассианцами. |            |                                                      |         |                  |                                                                   |                  |
| 87 | 13         | «Как дьявол» «Devil's Due»                           | 44474.5 | Том Бенко        | Филлип ЛаЗебник, Вильям Дуглас Лэнсфорд                           | 4 февраля 1991   |
| Жану-Люку Пикару приходится спасать планету и свой корабль от притязаний древнего мистического создания. |            |                                                      |         |                  |                                                                   |                  |
| 88 | 14         | «Ключи» «Clues»                                      | 44502.7 | Лес Ландау       | Брюс Д.Артурс, Джо Меноски                                        | 11 февраля 1991  |
| Вся команда, кроме Дейты, теряет сознание после прохождения через червоточину, которая появилась перед неизвестной планетой класса М. |            |                                                      |         |                  |                                                                   |                  |
| 89 | 15         | «Первый контакт» «First Contact»                     | н/д     | Лес Ландау       | Брюс Д.Артурс, Джо Меноски                                        | 11 февраля 1991  |
| Во время подготовки к процедуре первого контакта Райкер был захвачен расой, питающей недоверие к инопланетянам. В итоге он был вызволен, однако народ в целом оказался неготовым к выходу в обжитый космос, и Пикару пришлось отложить процедуру. |            |                                                      |         |                  |                                                                   |                  |
| 90 | 16         | «Дитя Галактики» «Galaxy's Child»                    | 44614.6 | Уинрих Колб      | Томас Картозиан, Марж Херли                                       | 11 марта 1991    |
| Энтерпрайз случайно убил космическое существо. Команда решила спасти хотя бы его детёныша, но тот, однако, стал очень навязчивым, и экипажу пришлось придумывать способ, чтобы вернуть его к сородичам.                                           |            |                                                      |         |                  |                                                                   |                  |
| 91 | 17         | «Ужасы ночи» «Night Terrors»                         | 44631.2 | Лес Ландау       | Шари Гудхатц, Джерри Тейлор, Памела Дуглас                        | 18 марта 1991    |
| Энтерпрайз попал в пространственную ловушку, а экипаж перестал видеть сны, за исключением Дианы Трой, которая начала видеть один и тот же кошмар. Здоровье команды начало стремительно ухудшаться, и спасать корабль пришлось всё той же Диане.   |            |                                                      |         |                  |                                                                   |                  |
| 92 | 18         | «Кризис личности» «Identity Crisis»                  | 44664.5 | Уинрих Колб      | Тимоти Де Хаас, Бреннон Брага                                     | 25 марта 1991    |
| Ла Форж и его бывшая сотрудница возвращаются на планету, где пять лет назад искали пропавшую экспедицию. Теперь у них самих есть опасность превратиться в инопланетян и исчезнуть.                                                                |            |                                                      |         |                  |                                                                   |                  |
| 93 | 19         | «В энной степени» «The Nth Degree»                   | 44704.2 | Роберт Легато    | Джо Меноски                                                       | 1 апреля 1991    |
| После изучения инопланетного зонда у Реджинальда Баркли чрезвычайно усиливаются умственные способности, и он захватывает управление Энтерпрайзом.                                                                                                 |            |                                                      |         |                  |                                                                   |                  |
| 94 | 20         | «Кьюпидон» «Qpid»                                    | 44741.9 | Клифф Бол        | Айра Стивен Бер, Рэнди Рассел                                     | 22 апреля 1991   |
| Q возвращается, чтобы испытать чувства Пикара к его давнему предмету любви. |            |                                                      |         |                  |                                                                   |                  |
| 95 | 21         | «Барабанное правосудие» «The Drumhead»               | 44769.2 | Джонатан Фрейкс  | Джери Тейлор                                                      | 29 апреля 1991   |
| На Энтерпрайзе начинается масштабное расследование по выявлению ромуланских шпионов. |            |                                                      |         |                  |                                                                   |                  |
| 96 | 22         | «Половина жизни» «Half a Life»                       | 44805.3 | Лес Ландау       | Питер Аллан Филдс, Тед Робертс                                    | 6 мая 1991       |
| Луаксана Трой наконец находит свою любовь, но, как выясняется, этот человек вот-вот обязан совершить ритуальное самоубийство. |            |                                                      |         |                  |                                                                   |                  |
| 97 | 23         | «Носитель» «The Host»                                | 44821.3 | Марвин Раш       | Майкл Хорват                                                      | 13 мая 1991      |
| Беверли Крашер влюбляется в представителя расы триллов, но узнаёт о том, что он симбионт. |            |                                                      |         |                  |                                                                   |                  |
| 98 | 24         | «Глаз разума» «The Mind's Eye»                       | 44885.5 | Дэвид Ливингстон | Рене Эхевария, Кен Шафер                                          | 27 мая 1991      |
| Ромуланцы «промывают мозги» Джорди, чтобы выполнить секретную миссию. |            |                                                      |         |                  |                                                                   |                  |
| 99 | 25         | «В теории» «In Theory»                               | 44932.3 | Патрик Стюарт    | Джо Меноски, Рональд Д. Мур                                       | 3 июня 1991      |
| Дейта решается начать романтические отношения с одной из девушек экипажа. |            |                                                      |         |                  |                                                                   |                  |
| 100 | 26         | «Искупление 1» «Redemption, Part I»                  | 44995.3 | Клифф Бол        | Рональд Д. Мур                                                    | 17 июня 1991     |
| Ворф покидает Энтерпрайз, чтобы присоединиться к брату в клингонской гражданской войне. |            |                                                      |         |                  |                                                                   |                  |

### Сезон 5 (1991—1992)
| № общий | № в сезоне | Название                                       |         | Режиссёр         | Автор сценария                                                                     | Дата премьеры    |
| --- | ---------- | ---------------------------------------------- | ------- | ---------------- | ---------------------------------------------------------------------------------- | ---------------- |
| 101 | 01         | «Искупление 2» «Redemption, Part II»           | 45020.4 | Дэвид Карсон     | Рональд Д. Мур                                                                     | 23 сентября 1991 |
| Ворф покидает Энтерпрайз, чтобы присоединиться к брату в клингонской гражданской войне. |            |                                                |         |                  |                                                                                    |                  |
| 102 | 02         | «Дармок» «Darmok»                              | 45047.2 | Уинрих Колб      | Джо Меноски, Филлип ЛаЗебник                                                       | 30 сентября 1991 |
| Универсальный переводчик не в силах помочь наладить коммуникацию первого контакта с новой расой, и в отчаянной попытке найти общий язык инопланетный капитан телепортирует себя и Пикара на планету, чтобы вместе сразиться с чудовищем.                |            |                                                |         |                  |                                                                                    |                  |
| 103 | 03         | «Энсин Ро» «Ensign Ro»                         | 45076.3 | Лес Ландау       | Майкл Пиллер, Рик Берман                                                           | 7 октября 1991   |
| Командование требует найти баджорских террористов, но у Жана-Люка Пикара появились подозрения, не замешаны ли тут кардассианцы. |            |                                                |         |                  |                                                                                    |                  |
| 104 | 04         | «Кремниевое воплощение» «Silicon Avatar»       | 45122.3 | Клифф Бол        | Джери Тейлор, Лоуренс В.Конли                                                      | 14 октября 1991  |
| Страшное существо уже второй раз нападает на жителей отдаленной колонии. В прошлый раз оно убило сына ученого Федерации, и теперь этот человек жаждет мести.                                                                                            |            |                                                |         |                  |                                                                                    |                  |
| 105 | 05         | «Катастрофа» «Disaster»                        | 45156.1 | Габриэль Беамонт | Рон Джарвис, Филлип А.Скорза, Рональд Д. Мур                                       | 21 октября 1991  |
| На борту Энтерпрайза возникает критическая ситуация, капитан Пикар застрял в турболифте вместе с группой детей, а управление кораблём переходит к советнику Трой.                                                                                       |            |                                                |         |                  |                                                                                    |                  |
| 106 | 06         | «Игра» «The Game»                              | 45208.2 | Кори Аллен       | Бреннон Брага, Сьюзан Саскет, Фрэд Бронсон                                         | 28 октября 1991  |
| Уэсли Крашер решил провести свои каникулы на Энтерпрайзе, но через несколько дней находит, что весь экипаж пристрастился к какой-то игре. |            |                                                |         |                  |                                                                                    |                  |
| 107 | 07         | «Объединение 1» «Unification, Part I»          | 45236.4 | Лес Ландау       | Рик Берман, Майкл Пиллер, Джери Тейлор                                             | 4 ноября 1991    |
| В окончание своей карьеры посол Спок делает попытку примирить ромулан и Федерацию. Пикар направлен на Ромулус для выяснения обстоятельств. |            |                                                |         |                  |                                                                                    |                  |
| 108 | 08         | «Объединение 2» «Unification, Part 2»          | 45245.8 | Клифф Бол        | Майкл Пиллер, Рик Берман                                                           | 11 ноября 1991   |
| Пикар должен раскрыть ромуланский заговор и спасти Спока с враждебной планеты. |            |                                                |         |                  |                                                                                    |                  |
| 109 | 09         | «Вопрос времени» «A Matter of Time»            | 45349.1 | Пол Линч         | Рик Берман                                                                         | 11 ноября 1991   |
| На борту Энтерпрайза появляется человек, который называет себя историком из XXVI века и собирается наблюдать миссию по спасению планеты, но вызывает сильные подозрения у команды.                                                                      |            |                                                |         |                  |                                                                                    |                  |
| 110 | 10         | «Новая земля» «New Ground»                     | 45376.3 | Роберт Шеррер    | Сара Чарно, Стю Чарно, Грант Розенберг                                             | 6 января 1992    |
| Ворф учится быть отцом для своего сына Александра, а Энтерпрайз принимает участие в испытаниях новой экспериментальной технологии межзвёздных путешествий.                                                                                              |            |                                                |         |                  |                                                                                    |                  |
| 111 | 11         | «Культовый герой» «Hero Worship»               | 45397.3 | Патрик Стюарт    | Хиллари Дж. Бадер, Джо Меноски                                                     | 17 января 1992   |
| Дейта спасает жизнь маленькому мальчику и становится его героем. |            |                                                |         |                  |                                                                                    |                  |
| 112 | 12         | «Нарушения» «Violations»                       | 45429.3 | Роберт Вьемер    | Памела Грей,Шари Гудхартц, Т.Майкл, Джери Тейлор                                   | 3 февраля 1992   |
| Один из гостящих на Энтерпрайзе инопланетян проявляет нездоровый интерес к Диане, и выражает это посредством телепатии. |            |                                                |         |                  |                                                                                    |                  |
| 113 | 13         | «Идеальное общество» «The Masterpiece Society» | 45470.1 | Уинрих Колб      | Адам Беланофф, Джеймс Канн, Майкл Пиллер                                           | 10 февраля 1992  |
| Команда пытается спасти колонию, населённую генетически изменёнными людьми, от осколка нейтронной звезды, но все прилагаемые усилия приводят только к ухудшению ситуации.                                                                               |            |                                                |         |                  |                                                                                    |                  |
| 114 | 14         | «Головоломка» «Conundrum»                      | 45494.2 | Лес Ландау       | Пол Шиффер, Барри М.Школьник                                                       | 17 февраля 1992  |
| Память команды изменена, и теперь ей предстоит понять, какое место Энтерпрайз занимает в войне двух рас. |            |                                                |         |                  |                                                                                    |                  |
| 115 | 15         | «Силовые игры» «Power Play»                    | 45571.2 | Дэвид Ливингстон | Марж Херли, Пол Рубен, Рене Балкер, Герберт Врайт, Бреннон Брага                   | 24 февраля 1992  |
| Во время экспедиции на планету Диана, О’Брайен и Дейта попали под контроль существ, которым зачем-то понадобился Энтерпрайз. |            |                                                |         |                  |                                                                                    |                  |
| 116 | 16         | «Этика» «Ethics»                               | 45587.3 | Чип Чалмерс      | Сара Чарно, Стю Чарно, Рональд Д. Мур                                              | 2 марта 1992     |
| Ворф оказался парализованным, и доктору Крашер нужно определиться, сделать ли сомнительную операцию или убить Ворфа. |            |                                                |         |                  |                                                                                    |                  |
| 117 | 17         | «Изгой» «The Outcast»                          | 45614.6 | Роберт Шеррер    | Джери Тейлор                                                                       | 16 марта 1992    |
| Энтерпрайз помогает в спасении научной экспедиции из нуль-пространства одной расе гермафродитов, за это время Уильям Райкер влюбляется в одного из её представителей.                                                                                   |            |                                                |         |                  |                                                                                    |                  |
| 118 | 18         | «Причина и следствие» «Cause and Effect»       | 45652.1 | Джонатан Фрейкс  | Бреннон Брага                                                                      | 23 марта 1992    |
| Команда замечает, что всё, что с ними происходит, повторяется вновь и вновь, и предпринимает попытку выбраться из временно́го круга. |            |                                                |         |                  |                                                                                    |                  |
| 119 | 19         | «Первостепенный долг» «The First Duty»         | 45703.9 | Пол Линч         | Рональд Д. Мур, Нарен Шанкар                                                       | 30 марта 1992    |
| Уэсли Крашер становится соучастником сговора против расследования Академией Звёздного Флота несчастного случая. |            |                                                |         |                  |                                                                                    |                  |
| 120 | 20         | «Цена жизни» «Cost of Living»                  | 45733.6 | Уинрих Колб      | Питер Аллан Филдс                                                                  | 20 апреля 1992   |
| Мать Дианы, Луаксана Трой, хочет выйти замуж за человека, с которым она никогда раньше не общалась, а свадьбу провести на Энтерпрайзе. |            |                                                |         |                  |                                                                                    |                  |
| 121 | 21         | «Идеальная пара» «The Perfect Mate»            | 45761.3 | Клифф Бол        | Гарри Перконт, Рене Эхевария, Майкл Пиллер                                         | 27 апреля 1992   |
| Жан-Люк Пикар влюбляется в девушку-эмпата, которая предназначена быть подарком для инопланетного лидера как символ мира. |            |                                                |         |                  |                                                                                    |                  |
| 122 | 22         | «Воображаемый друг» «Imaginary Friend»         | 45832.1 | Габриэль Беамонт | Джин Льюис Маттиас, Рональд Вилкерсон, Ричард Флигель, Эдит Свенсен, Бреннон Брага | 4 мая 1992       |
| Вымышленная подружка одной девочки из команды материализуется и угрожает существованию корабля. |            |                                                |         |                  |                                                                                    |                  |
| 123 | 23         | «Я, борг» «I, Borg»                            | 45854.2 | Роберт Лидерман  | Рене Эчеравария                                                                    | 11 мая 1992      |
| Энтерпрайз спасает дрона борг, и Жан-Люк Пикар собирается использовать его как оружие массового поражения в борьбе с этим грозным врагом. |            |                                                |         |                  |                                                                                    |                  |
| 124 | 24         | «Следующая фаза» «The Next Phase»              | 45092.4 | Дэвид Карсон     | Рональд Д. Мур                                                                     | 18 мая 1992      |
| В результате неудачного эксперимента на ромуланском корабле Джорди Ла Форж и Ро Ларен оказываются смещёнными относительно нормального пространства, а остальной экипаж смиряется с потерей.                                                             |            |                                                |         |                  |                                                                                    |                  |
| 125 | 25         | «Внутренний свет» «The Inner Light»            | 45944.1 | Питер Лауритсон  | Морган Гендель, Питер Аллан Филдс                                                  | 1 июня 1992      |
| Загадочный зонд заставляет Пикара прожить целую жизнь в роли семьянина среди давно умершей расы на незнакомой планете. |            |                                                |         |                  |                                                                                    |                  |
| 126 | 26         | «Развилка времён 1» «Time's Arrow, Part I»     | 45959.1 | Лес Ландау       | Джо Меноски, Майкл Пиллер                                                          | 15 июня 1992     |
| В Сан-Франциско находят голову Дейты, пролежавшую в шахте почти 500 лет. След ведёт к таинственной расе, посещавшей Землю конца XIX века. В процессе расследования Дейта случайно перемещается вместе с пришельцами в эту эпоху и встречает там Гуинан. |            |                                                |         |                  |                                                                                    |                  |

### Сезон 6 (1992—1993)
| № общий | № в сезоне | Название                                          |         | Режиссёр         | Автор сценария                                               | Дата премьеры    |
| --- | ---------- | ------------------------------------------------- | ------- | ---------------- | ------------------------------------------------------------ | ---------------- |
| 127 | 01         | «Развилка времён 2» «Time's Arrow, Part II»       | 46001.3 | Лес Ландау       | Джо Меноски, Джери Тейлор                                    | 21 сентября 1992 |
| Дейта и спасательный отряд с Энтерпрайза должны остановить инопланетян и вернуться назад в своё время.                                                                                          |            |                                                   |         |                  |                                                              |                  |
| 128 | 02         | «Царство страха» «Realm of Fear»                  | 46041.1 | Клифф Бол        | Бреннон Брага                                                | 28 сентября 1992 |
| Реджинальд Баркли должен преодолеть свой страх перед транспортацией, чтобы раскрыть тайну исчезновения нескольких членов экипажа другого корабля.                                               |            |                                                   |         |                  |                                                              |                  |
| 129 | 03         | «Слуга народа» «Man of the People»                | 46071.6 | Уинрих Колб      | Франк Абатемарко                                             | 5 октября 1992   |
| Для завершения дипломатической миссии инопланетный посол подчиняет своему разуму Диану Трой. |            |                                                   |         |                  |                                                              |                  |
| 130 | 04         | «Реликты» «Relics»                                | 46125.3 | Александр Сингер | Рональд Мур                                                  | 12 октября 1992  |
| Энтерпрайз спасает Скотти, который вынужденно провел в буфере транспортера 75 лет. А знания старого инженера ещё могут пригодиться, чтобы спасти Энтерпрайз.                                    |            |                                                   |         |                  |                                                              |                  |
| 131 | 05         | «Внутреннее разногласие» «Schisms»                | 46154.2 | Роберт Вьемер    | Джин Льюис Маттиас, Рон Вилкерсон, Бреннон Брага             | 19 октября 1992  |
| Загадочные инопланетяне похищают людей с Энтерпрайза на время их сна, а в одном из отсеков появился пространственный разлом.                                                                    |            |                                                   |         |                  |                                                              |                  |
| 132 | 06         | «Истинная Кью» «True Q»                           | 46192.3 | Роберт Шеррер    | Рене Эчевария                                                | 26 октября 1992  |
| На Энтерпрайзе появилась девушка с необычными возможностями. Для расследования этого случая на борт прибывает Кью.                                                                              |            |                                                   |         |                  |                                                              |                  |
| 133 | 07         | «Сорванцы» «Rascals»                              | 46235.7 | Адам Нимой       | Диана Дрю Ботсфорд, Майкл Пиллер, Уорд Ботсфорд, Эллисон Хок | 2 ноября 1992    |
| Транспортерный инцидент превращает Пикара, Кэйко, Ро и Гуинан в детей. Выхода ещё не нашли, а Энтерпрайз уже успели захватить ференги.                                                          |            |                                                   |         |                  |                                                              |                  |
| 134 | 08         | «Множество Дейт» «A Fistful of Datas»             | 46271.5 | Патрик Стюарт    | Роберт Хеввит Вольф, Бреннон Брага                           | 9 ноября 1992    |
| Прямое подключение Дейты к главному компьютеру вызвало неполадки, и повлекло изменение программы голопалубы.                                                                                    |            |                                                   |         |                  |                                                              |                  |
| 135 | 09         | «Особенности жизни» «The Quality of Life»         | 46307.2 | Джонатан Фрейкс  | Нарен Шанкар                                                 | 16 ноября 1992   |
| Дейта начинает верить, что ремонтные аппараты, применяемые на одной станции, являются новой разумной формой жизни, и прилагает все усилия, чтобы защитить их.                                   |            |                                                   |         |                  |                                                              |                  |
| 136 | 10         | «Командная цепочка 1» «Chain of Command, Part I»  | 46357.4 | Роберт Шеррер    | Франк Абатемарко, Рональд Д. Мур                             | 14 декабря 1992  |
| Капитан Пикар освобождён от командования, чтобы принять участие в операции по раскрытию планов кардассианцев, но был захвачен и подвергнут пыткам.                                              |            |                                                   |         |                  |                                                              |                  |
| 137 | 11         | «Командная цепочка 2» «Chain of Command, Part II» | 46360.8 | Лес Ландау       | Франк Абатемарко                                             | 14 декабря 1992  |
| Новый капитан Энтерпрайза должен изыскать все возможности, чтобы спасти Пикара из рук кардассианцев.                                                                                            |            |                                                   |         |                  |                                                              |                  |
| 138 | 12         | «Корабль в бутылке» «Ship in a Bottle»            | 46424.1 | Александр Сингер | Рене Эчевария                                                | 25 декабря 1992  |
| Реджинальд Баркли случайно пробуждает на голопалубе профессора Мориарти, и тот захватывает управление Энтерпрайзом.                                                                             |            |                                                   |         |                  |                                                              |                  |
| 139 | 13         | «Аквиэль» «Aquiel»                                | 46461.3 | Клифф Бол        | Джери Тейлор, Бреннон Брага, Рональд Д. Мур                  | 1 февраля 1993   |
| Джорди Ла Форж влюбляется в девушку-офицера, подозреваемую в убийстве сослуживца на станции наблюдения.                                                                                         |            |                                                   |         |                  |                                                              |                  |
| 140 | 14         | «Лицо врага» «Face Of The Enemy»                  | 46519.1 | Габриэль Беамонт | Рене Эчевария, Нарен Шанкар                                  | 7 февраля 1993   |
| Диана Трой вынуждена помогать группе ромулан, пытающимся наладить отношения с Федерацией. |            |                                                   |         |                  |                                                              |                  |
| 141 | 15         | «Линия судьбы» «Tapestry»                         | н/д     | Габриэль Беамонт | Рене Эчевария, Нарен Шанкар                                  | 7 февраля 1993   |
| Пикар погиб, и после смерти он встречает Кью, который предлагает ему возможность вернуться далеко в прошлое и изменить свой жизненный путь.                                                     |            |                                                   |         |                  |                                                              |                  |
| 142 | 16         | «По праву рождения 1» «Birthright, Part I»        | 46578.4 | Уинрих Колб      | Бреннон Брага                                                | 22 февраля 1993  |
| Ворф узнаёт, что его отец может быть жив и содержаться в лагере военнопленных у ромулан. В ходе эксперимента с инопланетным устройством Дейта испытывает своё первое видение.                   |            |                                                   |         |                  |                                                              |                  |
| 143 | 17         | «По праву рождения 2» «Birthright, Part II»       | 46579.2 | Дэн Кюрри        | Рене Эчевария                                                | 1 марта 1993     |
| Ворф должен найти способ сбежать из лагеря военнопленных и спасти ни в чём не повинных клингонов.                                                                                               |            |                                                   |         |                  |                                                              |                  |
| 144 | 18         | «Бомба на корабле» «Starship Mine»                | 46682.4 | Клифф Бол        | Морган Гендел                                                | 29 марта 1993    |
| Во время плановой очистки на Энтерпрайз проникают воры, чтобы похитить трилитий. |            |                                                   |         |                  |                                                              |                  |
| 145 | 19         | «Уроки» «Lessons»                                 | 46693.1 | Роберт Вьемер    | Рональд Вилкерсон, Джин Льюис Матиас                         | 5 апреля 1993    |
| Пикар увлечен женщиной, служащей на Энтерпрайзе, но вынужден послать её на опасное задание. |            |                                                   |         |                  |                                                              |                  |
| 146 | 20         | «Погоня» «The Chase»                              | 46731.5 | Джонатан Фрейкс  | Джо Меноски, Рональд Д. Мур                                  | 26 апреля 1993   |
| Старый учитель Пикара открыл существование древней генетической головоломки одной расы, и Энтерпрайзу теперь нужно решить её до конца. Однако теперь в игру включились кардассианцы и клингоны. |            |                                                   |         |                  |                                                              |                  |
| 147 | 21         | «Состояние психики» «Frame of Mind»               | 46778.1 | Джеймс Л.Конвей  | Бреннон Брага                                                | 3 мая 1993       |
| Уильям Райкер становится заключённым в инопланетной психиатрической больнице. |            |                                                   |         |                  |                                                              |                  |
| 148 | 22         | «Подозрения» «Suspicions»                         | 46830.1 | Клифф Бол        | Джо Меноски, Нарен Шанкар                                    | 10 мая 1993      |
| Беверли Крашер рискует своей карьерой, чтобы раскрыть убийство одного учёного. |            |                                                   |         |                  |                                                              |                  |
| 149 | 23         | «Законный наследник» «Rightful Heir»              | 46852.2 | Уинрих Колб      | Джеймс Е.Брукс, Рональд Д. Мур                               | 17 мая 1993      |
| Мифологический герой Кейлес возвращается к клингонскому народу, чтобы вести их к честной жизни. Для Ворфа это становится серьёзным испытанием веры.                                             |            |                                                   |         |                  |                                                              |                  |
| 150 | 24         | «Второй шанс» «Second Chances»                    | 46915.2 | ЛеВар Бартон     | Майк Медлок, Рене Эчевария                                   | 24 мая 1993      |
| Уильям Райкер находит на заброшенной планете своего «близнеца», появившегося в результате транспортерного инцидента.                                                                            |            |                                                   |         |                  |                                                              |                  |
| 151 | 25         | «Стержень времени» «Timescape»                    | 46944.2 | Адам Нимой       | Бреннон Брага                                                | 14 июня 1993     |
| Отлучавшиеся на шаттле Пикар, Трой, Джорди и Дейта находят замороженные во времени ромуланский корабль и повреждённый Энтерпрайз.                                                               |            |                                                   |         |                  |                                                              |                  |
| 152 | 26         | «Вторжение. Часть 1» «Descent, Part I»            | 46982.1 | Александр Сингер | Джери Тейлор, Рональд Д. Мур                                 | 21 июня 1993     |
| Экипаж Энтерпрайза встречает группу странных борг, а потом и старого знакомого, возглавляющего их.                                                                                              |            |                                                   |         |                  |                                                              |                  |

### Сезон 7 (1993—1994)
| № общий | № в сезоне | Название                                       |         | Режиссёр         | Автор сценария                                      | Дата премьеры    |
| --- | ---------- | ---------------------------------------------- | ------- | ---------------- | --------------------------------------------------- | ---------------- |
| 153 | 01         | «Вторжение. Часть 2» «Descent, Part II»        | 47025.4 | Александр Сингер | Рене Эчевария                                       | 20 сентября 1993 |
| Дейта должен разрешить вопрос относительно своего брата Лора, спасти заложников и определить судьбу борг, отбившихся от Коллектива.                                                                      |            |                                                |         |                  |                                                     |                  |
| 154 | 02         | «Взаимоотношения» «Liaisons»                   | н/д     | Александр Сингер | Рене Эчевария                                       | 20 сентября 1993 |
| Энтерпрайз посещает группа странно ведущих себя инопланетных послов, а Пикар при аварии попадает на планету, где находит женщину, уговаривающую его остаться с ней.                                      |            |                                                |         |                  |                                                     |                  |
| 155 | 03         | «Интерфейс» «Interface»                        | 47215.5 | Роберт Вьемер    | Джо Меноски                                         | 4 октября 1993   |
| Джорди Ла Форж пытается спасти корабль его матери, используя уникальный космический зонд. |            |                                                |         |                  |                                                     |                  |
| 156 | 04         | «Гамбит 1» «Gambit, Part I»                    | 47135.2 | Питер Лауритсон  | Нарен Шанкар, Кристофер Хаттон                      | 11 октября 1993  |
| Команда Энтерпрайза выясняет, что Пикар погиб на задании. След ведёт к группе контрабандистов-охотников за ромуланскими артефактами. Для проведения расследования Уильям Райкер внедряется в эту группу. |            |                                                |         |                  |                                                     |                  |
| 157 | 05         | «Гамбит 2» «Gambit, Part II»                   | 47160.1 | Питер Лауритсон  | Нарен Шанкар, Рональд Д. Мур                        | 18 октября 1993  |
| Пикар и Райкер вынуждены помогать контрабандистам, чтобы разгадать загадку древних артефактов. |            |                                                |         |                  |                                                     |                  |
| 158 | 06         | «Фантомы» «Phantasms»                          | 47225.7 | Патрик Стюарт    | Бреннон Брага                                       | 25 октября 1993  |
| Команду Энтерпрайза поражают невидимые паразиты. Чтобы бороться с ними, Дейте нужно понять, что означают его сны.                                                                                        |            |                                                |         |                  |                                                     |                  |
| 159 | 07         | «Тёмная страница» «Dark Page»                  | 47254.1 | Лес Ландау       | Хиллари Дж. Бадер                                   | 1 ноября 1993    |
| Из-за психологического срыва Луаксана Трой оказывается в состоянии комы, и Диана должна спасти ей жизнь.                                                                                                 |            |                                                |         |                  |                                                     |                  |
| 160 | 08         | «Связанные» «Attached»                         | 47304.2 | Джонатан Фрейкс  | Ник Саган                                           | 8 ноября 1993    |
| Параноидальная раса похищает Пикара и доктора Крашер и предъявляет им обвинение в шпионаже. |            |                                                |         |                  |                                                     |                  |
| 161 | 09         | «Сила природы» «Force of Nature»               | 47310.2 | Роберт Лидерман  | Нарен Шанкар                                        | 15 ноября 1993   |
| Несколько кораблей попали в ловушку, расставленную двумя учёными с целью обратить на себя внимание. Их исследования показывают, что варп-двигатели разрушают материю пространства.                       |            |                                                |         |                  |                                                     |                  |
| 162 | 10         | «Наследие» «Inheritance»                       | 47410.2 | Роберт Шеррер    | Дэн Куппер, Рене Эчевария                           | 22 ноября 1993   |
| Дейта встречает женщину, которая называет себя его матерью. |            |                                                |         |                  |                                                     |                  |
| 163 | 11         | «Параллели» «Parallels»                        | 47391.2 | Роберт Вьемер    | Бреннон Брага                                       | 29 ноября 1993   |
| Ворф начинает перемещаться между альтернативными вселенными. |            |                                                |         |                  |                                                     |                  |
| 164 | 12         | «Пегас» «The Pegasus»                          | 47457.1 | ЛеВар Бартон     | Рональд Д. Мур                                      | 10 января 1994   |
| Энтерпрайз послан на поиски корабля, на котором раньше служил Райкер. Цель — добыть результаты секретного эксперимента, который может стать поводом для войны с Ромуланской империей.                    |            |                                                |         |                  |                                                     |                  |
| 165 | 13         | «Дорога домой» «Homeward»                      | 47423.9 | Александр Сингер | Спайн Стингассер, Уильям Н.Стейп, Нарен Шанкар      | 17 января 1994   |
| Сводный брат Ворфа — человек — нарушает Первую директиву, чтобы спасти обречённый примитивный народ. |            |                                                |         |                  |                                                     |                  |
| 166 | 14         | «Семейная тайна» «Sub Rosa»                    | 47423.9 | Джонатан Фрейкс  | Джинна Ф.Галло, Джери Тейлор, Бреннон Брага         | 31 января 1994   |
| После похорон своей бабушки Беверли Крашер остаётся в её доме и встречает фамильное привидение. |            |                                                |         |                  |                                                     |                  |
| 167 | 15         | «Нижние палубы» «Lower Decks»                  | 47566.7 | Габриэль Беамонт | Джин Льюис Матиас, Рональд Вилкерсон, Рене Эчевария | 7 февраля 1994   |
| Младшие офицеры борются за продвижение по службе, в то время как одного из них назначают на опасное задание по оказанию помощи кардассианскому шпиону.                                                   |            |                                                |         |                  |                                                     |                  |
| 168 | 16         | «Тот, кто есть на самом деле» «Thine Own Self» | 47611.2 | Уинрих Колб      | Кристофер Хаттон, Рональд Д. Мур                    | 14 февраля 1994  |
| Дейта заброшен на планету, где теряет память и подвергает опасности примитивных обитателей, пока Диана обучается на вахтенного офицера.                                                                  |            |                                                |         |                  |                                                     |                  |
| 169 | 17         | «Маски» «Masks»                                | 47615.2 | Роберт Вьемер    | Джо Меноски                                         | 21 февраля 1994  |
| Энтерпрайз находит древнюю библиотеку, которая воссоздаёт свою цивилизацию, овладевая Дейтой и изменяя звездолёт.                                                                                        |            |                                                |         |                  |                                                     |                  |
| 170 | 18         | «Глаз наблюдателя» «Eye of the Beholder»       | 47622.1 | Клифф Бол        | Бреннон Брага, Рене Эчевария                        | 28 февраля 1994  |
| Неожиданное самоубийство члена экипажа подталкивает Диану покончить с собой, пока она ведёт расследование.                                                                                               |            |                                                |         |                  |                                                     |                  |
| 171 | 19         | «Генезис» «Genesis»                            | 47653.2 | Гейтс МакФадден  | Бреннон Брага                                       | 21 марта 1994    |
| Неизвестная сила заставляет регрессировать команду Энтерпрайза. |            |                                                |         |                  |                                                     |                  |
| 172 | 20         | «Конец путешествия» «Journey's End»            | 47751.2 | Кори Аллен       | Роберт Д. Мур                                       | 28 марта 1994    |
| Пикар получил задание переместить индейцев с обжитой ими колонии на новую планету, а Уэсли Крашер должен определить свой будущий жизненный путь.                                                         |            |                                                |         |                  |                                                     |                  |
| 173 | 21         | «Перворождённый» «Firstborn»                   | 47779.4 | Джонатан Вест    | Марк Калбфелд, Рене Эчевария                        | 25 апреля 1994   |
| Ворф пытается приобщить своего сына Александра к пути клингонского воина. |            |                                                |         |                  |                                                     |                  |
| 174 | 22         | «Родословная» «Bloodlines»                     | 47829.1 | Лес Ландау       | Ник Саган                                           | 2 мая 1994       |
| Деймон Бок возвращается и ради мести угрожает убить молодого человека, которого называет сыном Пикара.                                                                                                   |            |                                                |         |                  |                                                     |                  |
| 175 | 23         | «Рождение» «Emergence»                         | 47869.2 | Клифф Бол        | Бреннон Брага, Джо Меноски                          | 9 мая 1994       |
| Энтерпрайз обретает разум, и экипажу необходимо выяснить, зачем он ему. |            |                                                |         |                  |                                                     |                  |
| 176 | 24         | «Упреждающий удар» «Preemptive Strike»         | 47869.2 | Патрик Стюарт    | Нарен Шанкар, Рене Эчевария                         | 16 мая 1994      |
| Ро Ларен возвращается с тактических учений, и сразу же получает задание внедриться в повстанческую организацию «Маки».                                                                                   |            |                                                |         |                  |                                                     |                  |
| 177178 | 2526       | «Все блага мира» «All Good Things...»          | 47988.1 | Уинрих Колб      | Бреннон Брага, Рональд Д. Мур                       | 23 мая 1994      |
| Жан-Люк Пикар не без помощи Кью перемещается то в будущее, то в прошлое, чтобы спасти человечество. |            |                                                |         |                  |                                                     |                  |